# Финляндия на «Детском Евровидении»
Финляндия никогда не участвовала на Детском Евровидении. Финский вещатель Yle изначально выразил заинтересованность принять участие в конкурсе 2003 года, но позже отозвал свою заявку. Дебют так и не состоялся, страна единственный раз транслировал конкурс: в 2003 году. За трансляцию конкурса отвечала финская телекомпания Yle. 25 ноября 2023 года стало известно, что финский телевещатель Yle отправил наблюдателя на «Детское Евровидение — 2023», чтобы оценить потенциальное участие в будущих конкурсах..

## История
Финская телекомпания Yle транслировала конкурс Детское Евровидение 2003. Трансляцию осуществлял телеканал YLE TV2. Комментаторами были Хенна Ваннинен и Олави Уусивирта. В дальнейшем страна  не транслировала конкурс. Тейя Рантала, руководитель отдела детских программ финского телевещателя «Yle», заявила, что телевещатель не планирует принимать участие в конкурсе «Детское Евровидение» из-за того, что они «не хотят создавать новых детей-звёзд или чувствовать себя комфортно с детьми, соревнующимися в таких шоу». 25 ноября 2023 года стало известно, что финский телевещатель Yle отправил наблюдателя на «Детское Евровидение — 2023», чтобы оценить потенциальное участие в будущих конкурсах. Однако, 27 декабря было объявлено, что Финляндия не примет участие в «Детском Евровидении 2024». Об этом сообщает руководитель детских программ Yle Маркку Мастомяки. Было объявлено, что причины отказа были экономическими. Финансы вещателя на данный момент переживают не лучшее время из-за роста инфляции и процентных ставок и энергетического кризиса. Тем не менее, Финляндия не закрывает двери для своего дебюта в будущем.

## Комментаторы, трансляция и глашатай
Финляндия транслировала конкурс всего один раз: в 2003 году. Трансляцию осуществлял финский телеканал  YLE TV2.  Комментаторами были Хенна Ваннинен и Олави Уусивирта. После этого страна не участвовала и не транслировала конкурс.
| Год       | Трансляция       | Комментатор                      | Глашатай       | Источник |
| --------- | ---------------- | -------------------------------- | -------------- | -------- |
| 2003      | YLE TV2          | Хенна Ваннинен и Олави Уусивирта | Не участвовала | [ 2 ]    |
| 2004-2024 | Не транслировала | Не транслировала                 | Не участвовала |          |